# Hydrillodes lophopododes
Hydrillodes lophopododes là một loài bướm đêm trong họ Noctuidae.